# 夏威夷州
夏威夷州，是美利堅合眾國的州份之一，由夏威夷群島組成，距離美國本土3,700公里，屬於太平洋沿岸地區；所屬的大洲則是大洋洲。在1778至1898年間，夏威夷別稱「三明治群島」（Sandwich Islands）。首府及最大都市為檀香山。夏威夷州成立於1959年8月21日，是距今最近加入美國的州，與美國其他各州有著明顯的區別：它除了是美國最南方的州外，也與阿拉斯加州同為美國各州中唯二不與其他各州相連的州份，也是美國唯一沒有任何土地位於美洲大陸的州。論美國所有領土而言，夏威夷州是除了美國海外屬地和群島以外，最南端的一州，但非最南端的領土（美國最南端的領土在美屬薩摩亞群島）。在族群分布上，它是兩個非白種人居多數州份的其中之一，比起其他各州，夏威夷州擁有最大的亞裔人口比例。而生態及農業方面，它是全世界擁有最多瀕危物種的地方，也是美國唯一生產咖啡並具有工業規模的州份。

## 歷史
1776年歐洲航海家庫克首次發現夏威夷群島。夏威夷名稱源自原始波利尼西亞語故鄉（*Sawaiki）而來。
1795年夏威夷酋長卡美哈梅哈統一了整個夏威夷群島，並自稱為國王卡美哈梅哈一世，這時歐洲航海家庫克正好登陸夏威夷的歐胡島。
1818年卡美哈梅哈一世因欽慕英國國旗的「米」字圖案而頒布了基於米字旗繪製成的夏威夷王國國旗，也是今日夏威夷州州旗的由來。
1819年卡美哈梅哈一世去世，由卡美哈梅哈二世登基。
1840年夏威夷政府修法將原有的王國制改制為君主立憲制。
1843年英國政府公開宣稱英國擁有夏威夷的主權。
1849年法國政府宣稱占領夏威夷，擁有部分夏威夷的主權，但這項宣稱的當時在夏威夷引起居民的不滿。
白人血统的檀香山糖业巨头商人谴责拒绝立宪政府的利留卡拉尼女王是暴君，并在1893年初以美國基督教傳教士与教會成員名义，推翻夏威夷王國。夏威夷第一位女王被逼退位，成为第一位也是最後一位的女王。
1893年3月9日，克利夫兰第二次就任美国总统五日之後，从参议院撤回了该条约，并派前联邦众议员詹姆斯·亨德森·布朗特前去夏威夷对当地情况进行调查。布朗特的报告表明当地居民反对兼并，克利夫兰也持同样看法。利留卡拉尼女王起初不同意以自己恢复帝位换取造反派的赦免，声称当时檀香山的政府成员要么会被处决，要么就会遭到流放，而多尔领导的政府也拒绝让步。到1893年12月时，这一僵局仍未化解，克利夫兰于是将问题递交国会。
在我看來，對於這個問題制訂的條約应该本着权利和正义的思路前进。如果为了领土扩张而无视国家的诚信，或是政府不去规范自己的行为，那么我就完全误解了我们政府的使命和特点，以及公职人员拥有做人良知的重要性。——1893年12月18日，克利夫兰总统就夏威夷问题对国会发表的演说。
他在对国会的演說中明确表示反对兼并，号召国会延续美国不予干预的传统。参议院虽是由民主党主控，但占优的却是反对克利夫兰的派别，他们递交的摩根报告得出了与布朗特完全相反的结论，并且认为新政府推翻女王之举完全是其内政事务，美国不能插手。克利夫兰取消了所有恢复女王地位的谈判，转为承认新成立的夏威夷共和国并与其保持外交关系。

1894年由杜亨任夏威夷共和國臨時政府的首任總統，并希望能够加入美国。克利夫兰总统很快就与夏威夷新政府代表达成兼并条约并其递交联邦参议院批准。
1898年，夏威夷正式併入美國，成為美國的準州之一。
1941年12月7日日本海军航空兵袭击夏威夷的美国太平洋舰队基地珍珠港，随后美国对日宣战。
1959年8月21日夏威夷正式成為美國第50個州。
2013年11月13日夏威夷通過同性婚姻法案，成為美國第15個同性婚姻合法的州，時任美國總統歐巴馬對夏威夷州通過同性婚姻法案表示讚賞，他說：「我一直都以在夏威夷出生為榮，今天的表決結果讓我倍感光榮！」
2018年1月13日發生彈道飛彈誤報事件，引起公眾恐慌。

## 地理

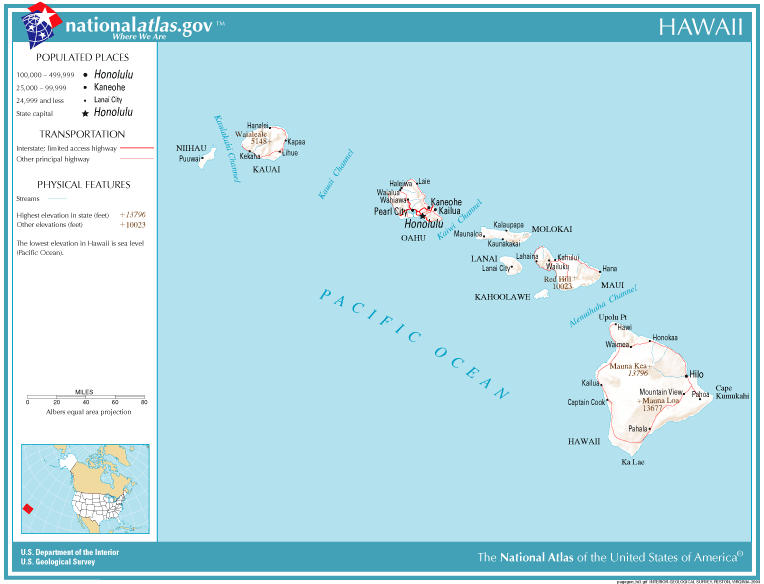
夏威夷州地圖

夏威夷州是由十九個主要的島嶼及珊瑚礁所組成，从成因上看，多为海洋岛（珊瑚岛和火山岛），位於中部太平洋。根據州政府的官方統計，共有137個島嶼，包括全部離岸小島及各個珊瑚礁周圍的獨立小島。從尼豪島（Niihau）到最南方的夏威夷島（即夏威夷大島，Hawaii）之間的七個島有人居住，此外整個島鏈從尼豪島向西北方沿伸1,000英里（1,600公里）。全部的島嶼原來都是由火山活動所形成。目前只有夏威夷島有火山活動（參見：夏威夷火山國家公園及洛依希）。其他島嶼最近一次的火山爆發是18世紀末在哈里亞卡拉的西南峰（東茂伊火山）。
夏威夷州的城鎮包括了歐胡島（Oahu）上的檀香山（又譯為火奴魯魯，Honolulu）、大島（夏威夷島）上的希洛（Hilo）與柯納（Kona），可愛島（Kauai）上的利胡埃（Līhue）以及茂伊島（Maui）上的卡胡魯伊（Kahului）。
島嶼分布請參閱地圖，主要島嶼如下： 
| 島嶼       | 綽號     | 面積 （平方公里） | 人口 （2010年） | 人口密度 （人／平方公里） | 最高點         | 海拔高度 （公尺） | 地質年齡（百萬年） | 位置                                  |
| ---------- | -------- | ----------------- | --------------- | ------------------------- | -------------- | ----------------- | ------------------ | ------------------------------------- |
| 夏威夷島   | 大島     | 10,432.5          | 185,079         | 17.74                     | 茂纳凯亚火山   | 4,205             | 0.4                | 19°34′N 155°30′W / 19.567°N 155.500°W |
| 茂宜島     | 峽谷之島 | 1,883.4           | 144,444         | 76.69                     | 哈莱阿卡拉火山 | 3,055             | 1.3–0.8            | 20°48′N 156°20′W / 20.800°N 156.333°W |
| 歐胡島     | 聚集之島 | 1,545.4           | 953,207         | 616.78                    | 卡阿拉山       | 1,220             | 3.7–2.6            | 21°28′N 157°59′W / 21.467°N 157.983°W |
| 考艾岛     | 花園之島 | 1,430.5           | 66,921          | 46.78                     | 卡韋基尼山     | 1,598             | 5.1                | 22°05′N 159°30′W / 22.083°N 159.500°W |
| 摩洛凱島   | 友好之島 | 673.4             | 7,345           | 10.91                     | 卡馬庫山       | 1,512             | 1.9–1.8            | 21°08′N 157°02′W / 21.133°N 157.033°W |
| 拉奈島     | 鳳梨之島 | 363.9             | 3,135           | 8.62                      | 拉奈哈勒山     | 1,026             | 1.3                | 20°50′N 156°56′W / 20.833°N 156.933°W |
| 尼豪島     | 禁止之島 | 180.0             | 170             | 0.94                      | 帕尼奧山       | 381               | 4.9                | 21°54′N 160°10′W / 21.900°N 160.167°W |
| 卡胡拉威島 | 靶標之島 | 115.5             | 0               | 0.00                      | 普烏莫拉努伊山 | 452               | 1.0                | 20°33′N 156°36′W / 20.550°N 156.600°W |

## 行政區劃

### 都会区人口
截至2018年，夏威夷的人口估計為1,420,491。
| 排名 | 都会区名稱                 | 人口（2019年估计） | 人口（2010年普查） |
| ---- | -------------------------- | ------------------ | ------------------ |
| 1    | 檀香山建成区 MSA           | 974,563            | 953,207            |
| 2    | 希洛 μSA                   | 200,983            | 210,079            |
| 3    | 卡互陸伊-怀卢库-拉海纳 MSA | 167,417            | 154,834            |
| 4    | 卡帕阿 μSA                 | 72,133             | 67,091             |

## 政治
夏威夷州的選民不少傳統上支持民主黨，除了1959－1962年及2002－2010年州長一職由共和黨人出任外，其餘時期都是由民主黨人出任。
夏威夷選民自立州以來亦選出了不少亞裔或太平洋諸島原住民人士出任國會兩院議員職務，其中包括鄺友良（華裔）、竹本松（日裔）、井上建（日裔）、松永正幸（日裔）、周永康（華裔）、丹尼爾·阿卡卡（華裔、夏威夷原住民混血）、及圖爾西·加巴德（薩摩亞裔）。

## 經濟

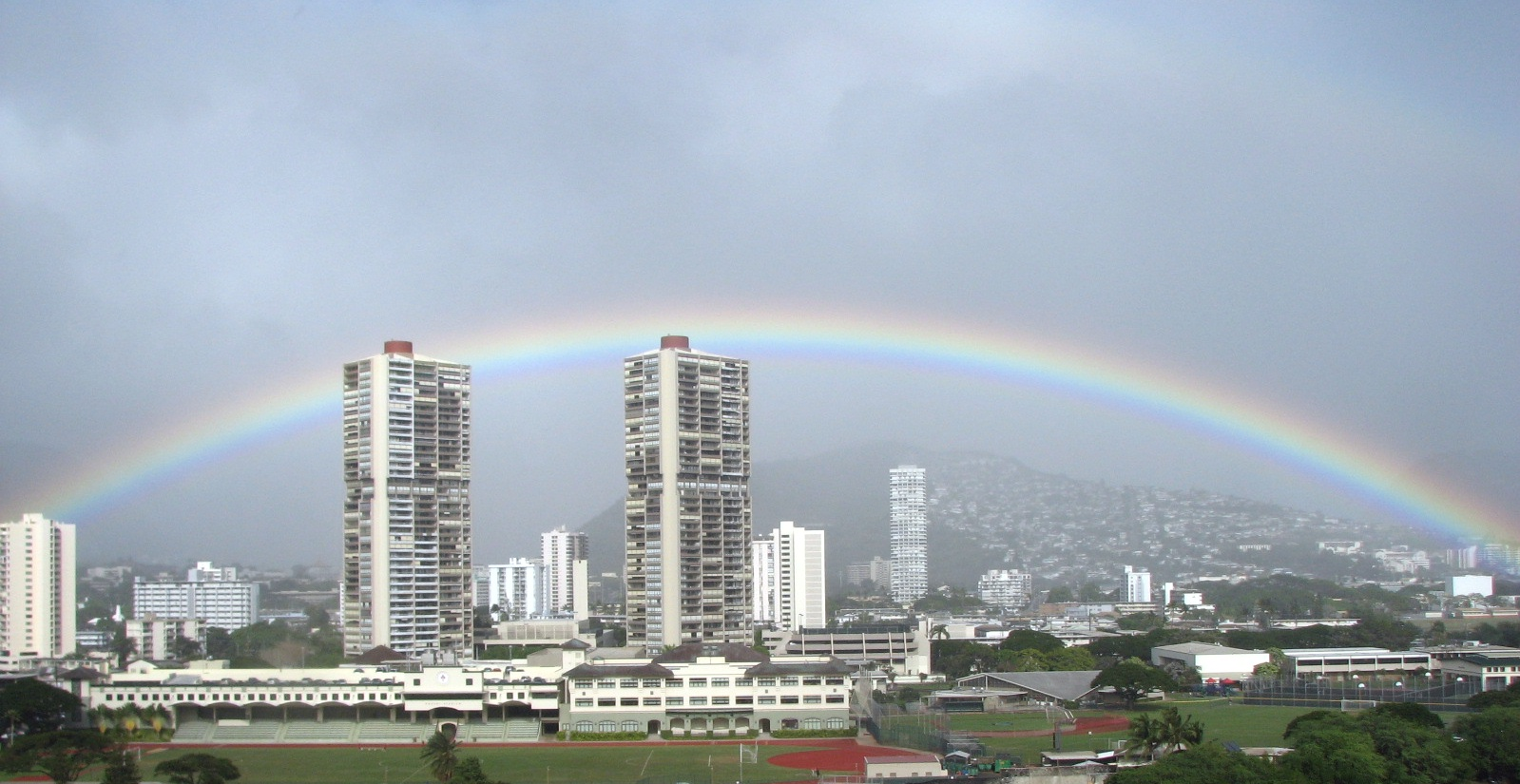
檀香山

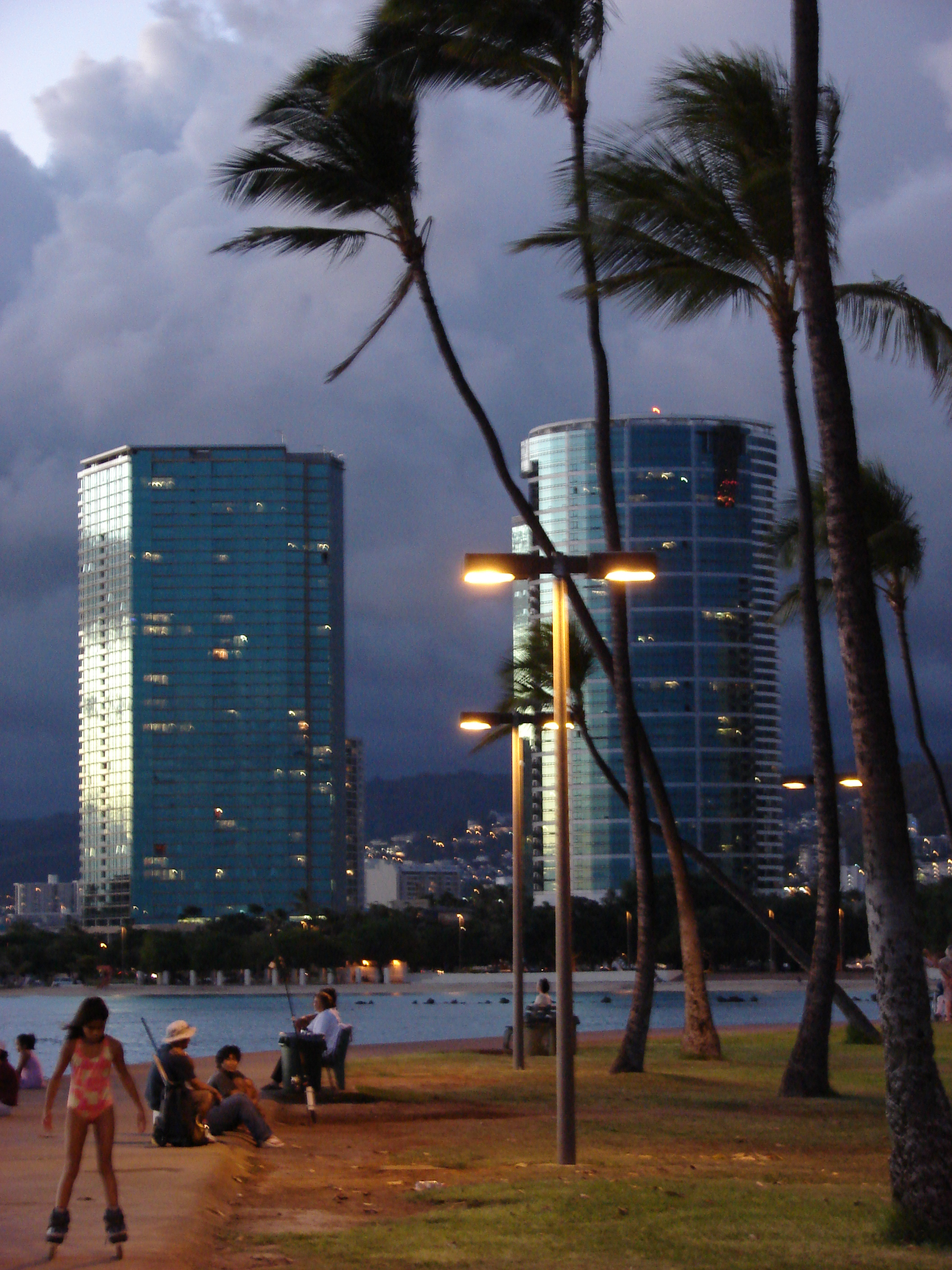
Ala Moana公園

夏威夷的经济主要以觀光業为主，其美丽的热带风光每年吸引数以百万计的全世界各地游客。
夏威夷在傳統上是靠出口自然資源而獲利。這包括了檀香、魚類、甘蔗、菠蘿以及咖啡等等。但是由於長距離之運輸成本，出口行業一直都只能扮演一個小角色。

## 教育
夏威夷是唯一有联合教育體系的州。其教育局由14位委員組成，其中13位每四年一任，剩下一位為學生代表。教育局主要決定夏威夷州內的教育政策，並聘用監督人來監督教育部。而教育部分為7個學區，其中4個位在歐胡，另外3個分布於其他縣。
夏威夷州教育部（Hawaii Department of Education）是夏威夷州的教育部，同时也指该教育部所管辖的、包含整个夏威夷州的单一学区。

### 學院和大學
詳見夏威夷州學院和大學列表

## 交通

### 機場
夏威夷州由島嶼組成，空中交通占極重要地位，島嶼間的航線主要由三家航空公司飛航：夏威夷航空、Go！航空和Mokulili航空。
丹尼爾·井上國際機場（Daniel K. Inouye  International Airport）─為本州最重要的航空樞鈕，美國本土來回夏威夷的航線大部分均以此為終點，飛往其他島嶼則由此轉機。亦有航線飛往亞太的大城市，如：東京、大阪、名古屋、臺北、首爾、悉尼、墨爾本、奧克蘭、上海等。

### 高速公路
本州的高速公路系統和美國本土不同，编號以H開始以資識別，並且不遵循偶數東西向和奇數南北向的編碼原則，而採用興建先後作為編碼依據。目前興建完成的有四條，均在歐胡島上。

### 地鐵
檀香山軌道交通，於2011年動工建设。

## 重要运动

### 篮球
- NCAA
  - 夏威夷大學(彩虹勇士隊)

### 美式足球
- NCAA
  - 夏威夷大學(彩虹勇士隊)

## 圖片集

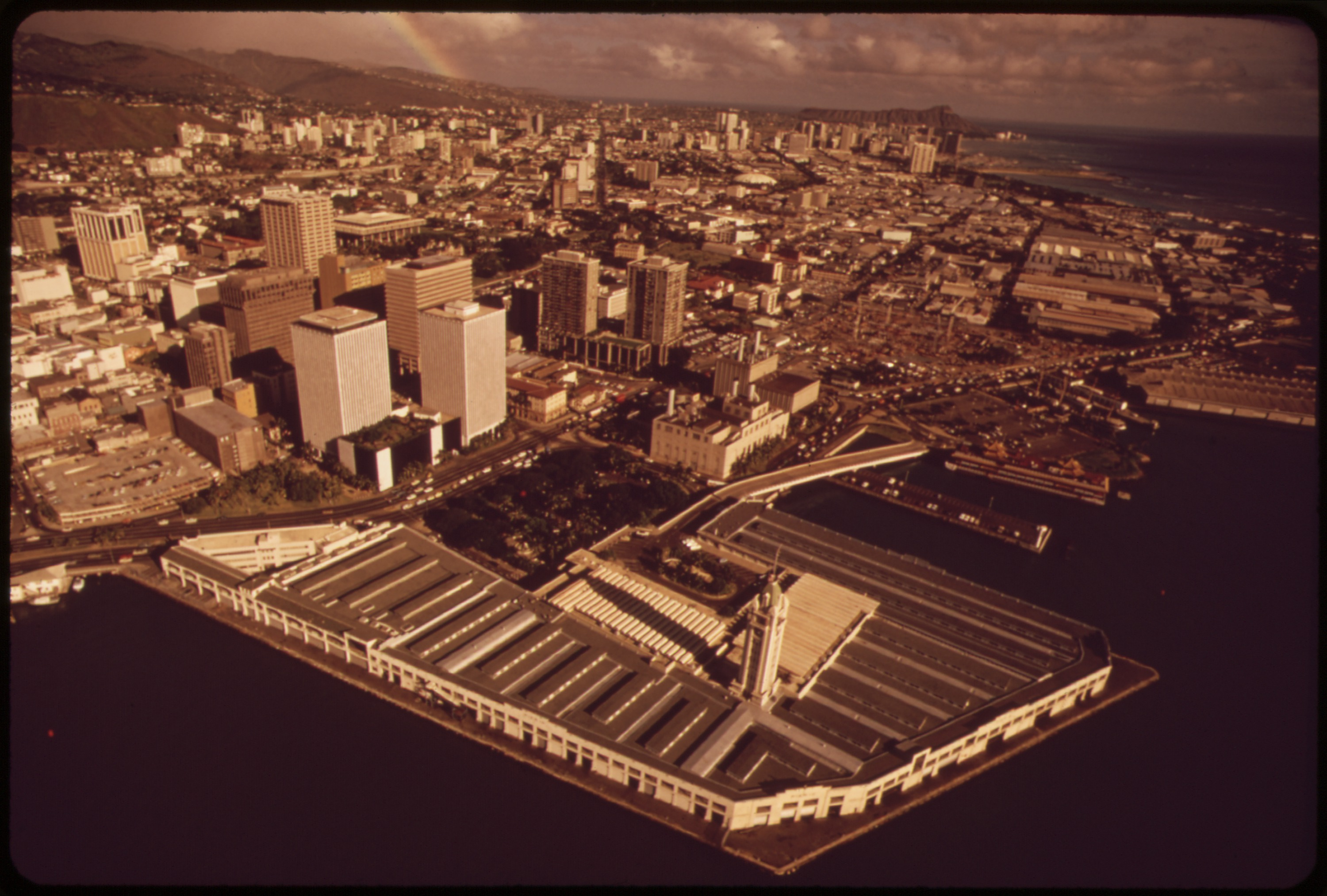
1970年12月12日的夏威夷州檀香山
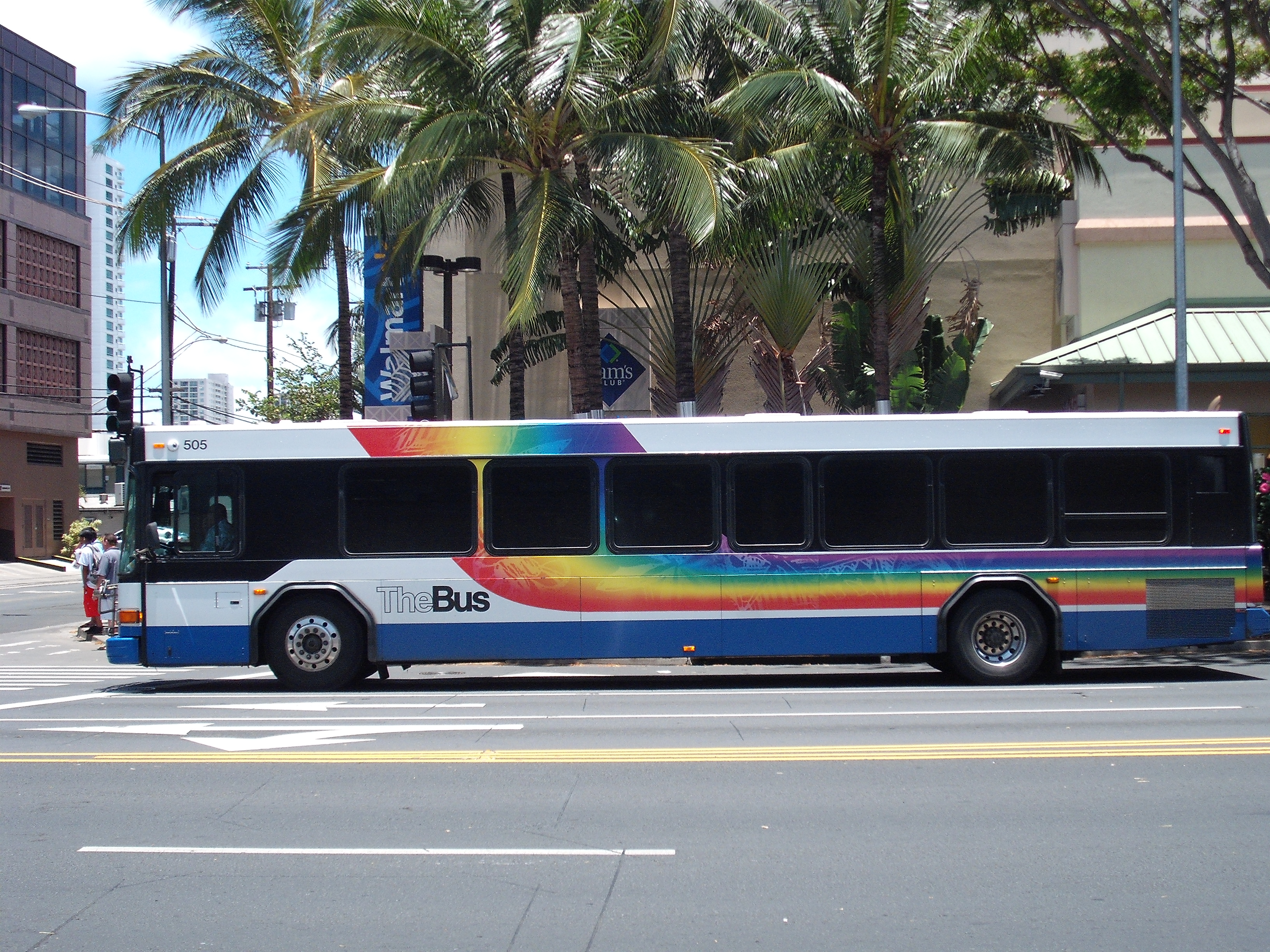
彩虹公車

## 外部連結
- Star-Bulletin Newspaper -- 英文的日報 （页面存档备份，存于）
- University of Hawaii -- 夏威夷大学 （页面存档备份，存于）
- 夏威夷官方旅遊網站 （页面存档备份，存于）
- OpenStreetMap上有關夏威夷州的地理